# نگلیریا فاولری
نِگلیریا فاولِری (به انگلیسی: Naegleria Fowleri) یا «آمیب مغز خوار»، گونه‌ای آمیب تک‌یاخته‌ای است که در آب‌های شیرین و گرم زندگی می‌کند و در انسان موجب بروز التهاب حاد پرده‌های مغز و نخاع می‌گردد که به آن «مننگوانسفالیت آمیبی اولیه» می‌گویند و ظرف چند روز منجر به مرگ می‌گردد.

## چرخه زندگی
این آمیب در طول چرخهٔ حیات خود، به سه صورت مختلف می‌تواند درآید:
1. کیست (Cyst)
2. آمیب تاژک‌دار (Flagellate)
3. تروفوزوئیت (Trophozoite)

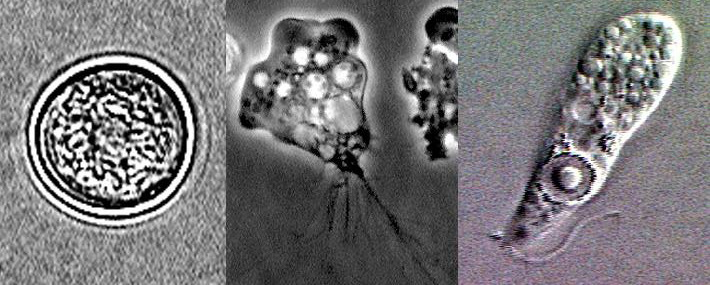
تصویری از سه مرحلۀ مختلف چرخۀ زندگی نگلیریا - به ترتیب از چپ: کیست، آمیب تاژک‌دار، تروفوزوئیت

نوع کیستی آن تنها زمانی ایجاد می‌شود که شرایط محیطی برای ادامه زندگی این تک‌یاخته، دشوار باشد (همانند کمبود مواد مغذی) و در واقع این تک‌یاخته با تبدیل شدن به فرم کیستی، خود را از شرایط ناهموار و نامناسب محیط، حفظ می‌کند. در بدن انسان هرگز نوع کیستی یا تاژک‌دار دیده نمی‌شوند و تنها نوع تروفوزوئیت آن است که می‌تواند منجر به بیماری گردد. نگلیریا از باکتری‌های دیگر تغذیه می‌کند.
نگلیریا فاولری نسبت به گرما مقاوم است و به‌طور معمول در دمای ۴۵ درجه سانتی‌گراد رشد و نمو می‌یابد و حتی قادر است دماهای بیشتر را برای مدتی کوتاه تحمل کند و به زندگی ادامه دهد.

## همه‌گیرشناسی
نگلیریا فاولری در آب‌های شیرین و گرم زندگی می‌کند و در بسیاری از نقاط دنیا دیده می‌شود. این آمیب به وفور در دریاچه‌ها، رودخانه‌ها و چشمه‌های آب گرم، برکه‌ها، استخرهای شنا و حتی منابع آب شهری که به‌خوبی ضدعفونی نشده باشند و دستگاه‌های گرمایشی آبی، وجود دارد و از آنجایی که «گرما دوست» است، در آب‌های طبیعی مناطق گرمسیر و حاره هم حضور دارد و احتمال ابتلا به آن در فصول گرم سال، بیشتر است.
بیشتر افرادی که دچار بیماری حاد «مننگوانسفالیت آمیبی اولیه» با این تک یاخته‌ای شده‌اند، کودکان، نوجوانان و جوانانی بوده‌اند که یک هفته قبل از بروز نشانه‌ها، در آب‌های شیرین طبیعی یا استخر به آب‌تنی و شنا پرداخته‌اند. عوامل خطرزا برای ورود این آمیب به بدن انسان، تنها محدود به شنا کردن نیست و هرگونه فعالیت تفریحی ویا حضور در آب‌های شیرین (حمام کردن، آب‌تنی، شیرجه، پریدن بداخل آب و اسکی روی آب و غیره) می‌تواند خطر ابتلا به آن را به همراه داشته باشد.
دانستن دو نکته دربارهٔ عفونت ناشی از نگلیریا حائز اهمیت است: اول آنکه نگلیریا فاولری برخلاف برخی تک‌یاخته‌های دیگر، می‌تواند در افراد کاملاً سالم نیز که دستگاه ایمنی قوی و طبیعی دارند، باعث بروز بیماری گردد. دوم آنکه این تک‌یاخته هرگز از طریق «آشامیدن» آب آلوده به آن، منجر به بیماری نمی‌شود و راه ورود آن به بدن انسان، تنها از طریق بینی و مخاط آن است.
عفونت ناشی از نگلیریا فاولری از طریق انسان به انسان نیز انتقال نمی‌یابد.
عفونت با نگلیریا نادر است اما «میزان کشندگی» این بیماری بسیار بالاست.

## بیماری‌زایی و زیست‌آسیب‌شناسی

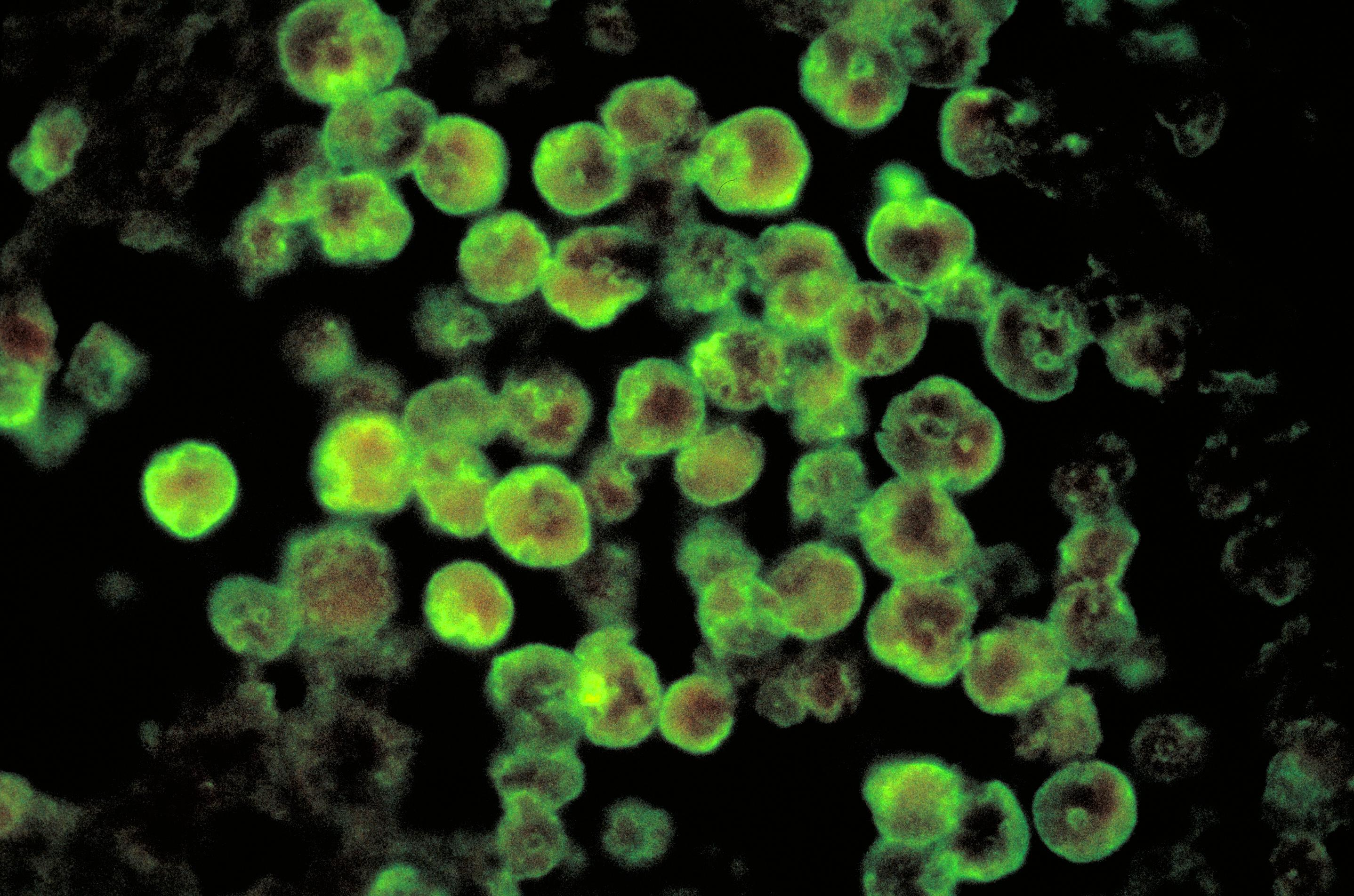
نمونۀ بافتی «مننگوانسفالیت آمیبی اولیه»

وقتی که نگلیریا فاولری وارد حفره و مخاط بینی شد، از طریق مخاط بویایی و صفحه غربالی در استخوان پرویزنی، از جمجمه عبور کرده و وارد مغز می‌شود و در آغاز به لوب پیشانی و پیاز بویایی می‌رود و موجب آسیب گسترده در آن نواحی می‌گردد. سپس با گسترش به قاعده مغز، ساقه مغز و مخچه و فضای تحت‌چادرینه‌ای و احتمالاً با ترشح آنزیم‌هایی، به این مناطق هم آسیب وارد می‌کند.
گرچه عفونت ناشی از نگلیریا فاولری در بیشتر موارد محدود به دستگاه عصبی مرکزی است، اما بروز میوکاردیت (التهاب پرده قلب)، برونکوپنومونی (سینه‌پهلو و التهاب راه‌های هوایی) و اسپلینیت (التهاب طحال) هم با آن گزارش شده‌است.
علت مرگ در اثر ابتلا به نگلیریا فولری، تخریب بافت مغز و تورم و التهاب پرده‌های مغز است.

## نشانه‌های بالینی
دوره نهفتگی یا کمون این تک‌یاخته در بدن انسان، حدود ۵-۲ روز است. برخی بیماران در آغاز، دچار تغییر در حس بویایی و چشایی بوده‌اند، اما نشانه‌های مهم در بیشتر بیماران، سردرد ناگهانی شدید، تب بالا، استفراغ، سفتی گردن، نورگریزی، فلج اعصاب سوم و چهارم و ششم مغزی و لتارژی (گیجی و خواب‌آلودگی) است که به سرعت به تشنج، کاهش سطح هوشیاری و اغما می‌انجامد و بیشتر آنان ظرف یک هفته از شروع نشانه‌ها، فوت می‌کنند.

## تشخیص
یافته‌های حاصل از بررسی مایع مغزی-نخاعی در این بیماران، بسیار شبیه به یافته‌های مشابه در مننژیت باکتریایی است: گلبول‌های سفید بیش از ۱۰۰۰ عدد که گاهی تعدادشان به ۲۰۰۰۰ در میلی لیتر هم می‌رسد، افزایش پروتئین و کاهش قند.
در همهٔ افرادی که نشانه‌های بالینی و آزمایشگاهی مننژیت را دارند اما در رنگ‌آمیزی گرم و کشت مایع مغزی-نخاعی و ردیابی آنتی‌ژنی چیزی یافت نمی‌شود، باید به این بیماری شک کرد و دربارهٔ سابقهٔ تماس بیمار با آب‌های شیرین در ۲-۱ هفته گذشته هم سؤال نمود.
حضور تروفوزوئیت نگلیریا در مایع مغزی-نخاعی برای اثبات این بیماری، نشانه‌ای قطعی (پاتوگنومونیک) است؛ هرچند در بیشتر موارد، مایع مغزی-نخاعی استریل است و چیزی در آن یافت نمی‌شود. متأسفانه آزمایش‌های سرولوژیک در تشخیص عفونت‌های حاد نگلیریا، کمک‌کننده نیست و ارزش تشخیصی چندانی ندارند.
لازم به ذکر است که تنها، فرم «تروفوزوئیت» نگلیریا، قادر است به بافت مغز تهاجم کند و فرم «کیست» آن بیماری‌زا نیست.

## پیشگیری و درمان
ضدعفونی کردن آب‌های آشامیدنی شهری و استخرهای شنا به مقدار کافی و با روش‌های صحیح، امری ضروری است. متأسفانه از آنجایی که چنین کاری برای سایر آب‌های شیرین (مثل دریاچه‌ها و رودخانه‌ها و سدها) وجود ندارد، باید حتی‌الامکان از شنا در آن‌ها (بویژه در مناطق گرمسیر) خودداری کرد. غواصی بدون تجهیزات، شنا زیر آب و شیرجه زدن، می‌تواند احتمال ورود این آمیب به بدن را افزایش دهد.
عدهٔ انگشت شماری از بیماران که از این عفونت کشنده نجات یافته‌اند با «آمفوتریسین بی» اینتراتکال (تزریق درون کانال نخاعی)، «فلوکونازول»، «میکونازول»، «ریفامپین» و «دگزامتازون» درمان شده بودند.

## پیش‌آگهی
پیش‌آگهی بیماری بسیار ضعیف است و اغلب بیماران یک هفته پس از آغاز نشانه‌ها، می‌میرند. از دهه ۶۰ میلادی که این بیماری شناسایی و تعریف شد، حدود ۲۰۰ مورد از ابتلا به آن، گزارش شده که تنها دو نفر(یک نفر در آمریکا و یک نفر در مکزیک) جان سالم بدر برده و زنده مانده‌اند.